# محمد لحسيني
محمد لحسيني (1975 المغرب) هو لاعب كرة قدم مغربي.